# Forty-Fours
Forty-Fours (en maorí: Motuhara) son un grupo de islas en el archipiélago de Chatham, a unos 50 kilómetros (31 millas) al este de la isla principal del grupo, la isla de Chatham. Se les llama Motchuhar en lengua moriori y Motuhara en maorí. El archipiélago es un territorio de Nueva Zelanda, cuya isla Sur, se encuentra a unos 800 kilómetros (500 millas) al oeste.
Es uno de los dos únicos lugares de reproducción del ave marina Pachyptila crassirostris.